# Resuttano

Ubicació de Resuttano dins de la província

Resuttano (sicilià Rastanu) és un municipi italià, dins de la província de Caltanissetta. L'any 2007 tenia 2.304 habitants. Limita amb els municipis d'Alimena (PA), Blufi (PA), Bompietro (PA), Petralia Sottana (PA) i Santa Caterina Villarmosa.

## Administració
| Període | Identitat           | Partit        |
| ------- | ------------------- | ------------- |
| 2007-   | Salvatore Mazzarisi | Llista cívica |